# TACACS
Terminal Access Controller Access-Control System (TACACS) é um protocolo de autenticação remota usado para comunicação com servidores de autenticação, comumente em redes UNIX. TACACS permite que um servidor de acesso remoto se comunique com um servidor de autenticação para verificar se o usuário tem acesso à rede.
Um cliente coleta o nome de usuário e a senha e então envia uma consulta a um servidor de autenticação TACACS, as vezes chamado de TACACS daemon ou simplesmente TACACSD. Baseado na resposta desta consulta, o acesso ao usuário e liberado ou não. 
Outra versão do TACACS lançada em 1990 foi batizada de XTACACS (extended TACACS). Entretanto, estas duas versões vem sendo substituídas pelo TACACS+ e pelo RADIUS em redes mais novas. Apesar do nome, TACACS+ é um protocolo completamente novo e não é compatível com TACACS ou XTACACS. 
TACACS é definido pela RFC 1492, usando tanto TCP como UDP e por padrão a porta 49.

## RFCs Relacionadas
- RFC 1492 - An Access Control Protocol, sometimes called TACACS
- RFC 0927 - TACACS user identification Telnet option